# Bernardino Lombao
Bernardino Lombao Sotuela (Ribas de Sil, Lugo; 6 de agosto de 1938-Boadilla del Monte, Madrid;  23 de abril de 2020) fue un deportista, entrenador, periodista y empresario deportivo español.

## Biografía
Fue atleta internacional en 400 metros vallas y decatlón entre 1958 y 1967. También fue campeón de España de balonmano con el Atlético de Madrid en 1967, 1968 y 1969. Tras su retirada, se dedicó al entrenamiento de destacados atletas españoles, entre ellos la saltadora y plusmarquista Sagrario Aguado, con los que logró 18 récords de España y olímpicos. También ha preparado a la selección española de baloncesto en categoría júnior, femenina y masculina. Fue el preparador físico de José María Aznar durante su etapa como presidente del Gobierno.
Tras crear y presentar algunos espacios deportivos de televisión durante los años 1980 y los 1990 como De Olimpia a Los Ángeles y Objetivo 92 —premiado en 1986 con la Copa Stadium—, en 1995 fundó la empresa CDP (Comunicación, Deporte y Producciones) que además de organizar eventos deportivos y culturales, se encargó de producir varios programas de televisión, como Escuela del deporte, El sueño olímpico. ADO 2004 —ambos en La 2 de TVE—, Esport divertit —en RTVV y en IB3— o Deporte divertido —en Telemadrid—. Entre 1999 y 2005 dirigió en La 2 de TVE el programa Escuela del deporte, que fue presentado entre otros por Carlos Beltrán, Estela Giménez y Sandra Daviú, y desde 2011 presentó Madrid, así de natural —en Telemadrid—, producida por la Fundación para la Investigación y el Desarrollo Ambiental (FIDA).
También fue el autor de libros de temática deportiva como Entrenar el cuerpo, mejorar la vida o Revitalización. Hasta su fallecimiento, en Boadilla del Monte a los ochenta el 23 de abril de 2020, siguió practicando atletismo en la categoría de veteranos.